# K5 League Jeollabuk-do 2021
Die K5 League Jeollabuk-do 2021 war die dritte Spielzeit als höchste Amateurspielklasse im südkoreanischen Fußball gewesen. Die Saison begann am 9. Mai und endete am 26. September. Anschließend folgen die Play-off-Spiele. Vorjahresstaffelmeister ist Jeongeup Phoenixs FC.

## Teilnehmer und ihre Spielstätten
| Team                        | Stadt                       | Heimstadion                 | In der Liga seit            | Vorjahresplatzierung         |                             |
| K5 League Jeollabuk-do 2021 | K5 League Jeollabuk-do 2021 | K5 League Jeollabuk-do 2021 | K5 League Jeollabuk-do 2021 | K5 League Jeollabuk-do 2021  | K5 League Jeollabuk-do 2021 |
| --------------------------- | --------------------------- | --------------------------- | --------------------------- | ---------------------------- | --------------------------- |
| Jeongeup Phoenixs FC        | Jeongeup                    | Iksan-Keumma-Fußballcenter  | 2019                        | Staffelmeister               |                             |
| Jeonju Parangsae            | Jeonju                      | Iksan-Keumma-Fußballcenter  | 2019                        | 3. Platz                     |                             |
| Jeonju AT                   | Jeonju                      | Iksan-Keumma-Fußballcenter  | 2019                        | 5. Platz                     |                             |
| Iksan FC                    | Iksan                       | Iksan-Keumma-Fußballcenter  | 2019                        | 4. Platz                     |                             |
| Iksan Cheonguh              | Iksan                       | Iksan-Keumma-Fußballcenter  | 2020                        | 2. Platz                     |                             |
| Gunsan Hanbaek FC           | Gunsan                      | Iksan-Keumma-Fußballcenter  | 2021                        | Aufsteiger aus der K6 League |                             |
| Wanju Bongseong FC          | Wanju                       | Iksan-Keumma-Fußballcenter  | 2021                        | Aufsteiger aus der K6 League |                             |

## Reguläre Saison
| Pl. | Verein                   | Sp. | S | U | N | Tore    | Diff. | Punkte |
| --- | ------------------------ | --- | - | - | - | ------- | ----- | ------ |
| 1.  | Jeongeup Phoenixs FC (M) | 6   | 6 | 0 | 0 | 031:400 | +27   | 18     |
| 2.  | Iksan FC                 | 6   | 5 | 0 | 1 | 021:600 | +15   | 15     |
| 3.  | Jeonju AT                | 6   | 3 | 0 | 3 | 015:220 | −7    | 09     |
| 4.  | Wanju Bongseong FC (N)   | 6   | 2 | 1 | 3 | 015:210 | −6    | 07     |
| 5.  | Jeonju Parangsae         | 6   | 2 | 0 | 4 | 019:250 | −6    | 06     |
| 6.  | Iksan Cheonguh           | 6   | 1 | 1 | 4 | 007:180 | −11   | 04     |
| 7.  | Gunsan Hanbaek FC (N)    | 6   | 1 | 0 | 5 | 005:170 | −12   | 03     |

| Zum 7. Spieltag:                                                                                            |  |
| Qualifikation zur K5-League-Meisterschaft und Qualifikation zum Korean FA Cup 2022 Abstieg in die K6 League |  |
| |  |
| Zum Saisonende 2020:                                                                                        |  |
| (M) Vorjahres Staffelsieger                                                                                 |  |
| (N) Aufsteiger aus der K6 League                                                                            |  |

## Statistik

### Torschützenliste
Bei gleicher Anzahl von Treffern sind die Spieler alphabetisch geordnet.
| 01                       | Korea Sud |  |  |
| Stand: Saisonbeginn 2021 |           |  |  |

## Spielplan
| Datum              | Spielort                   | Heimmannschaft       | Auswärtsmannschaft   | Ergebnis |
| ------------------ | -------------------------- | -------------------- | -------------------- | -------- |
| 1. Spieltag        |                            |                      |                      |          |
| 9. Mai 2021        | Iksan-Keumma-Fußballcenter | Jeongeup Phoenixs FC | Gunsan Hanbaek FC    | 4:0      |
| 9. Mai 2021        | Iksan-Keumma-Fußballcenter | Wanju Bongseong FC   | Iksan FC             | 0:3      |
| 9. Mai 2021        | Iksan-Keumma-Fußballcenter | Iksan Cheonguh       | Jeonju AT            | 3:5      |
| 2. Spieltag        |                            |                      |                      |          |
| 6. Juni 2021       | Iksan-Keumma-Fußballcenter | Jeonju Parangsae     | Iksan FC             | 2:7      |
| 6. Juni 2021       | Iksan-Keumma-Fußballcenter | Jeongeup Phoenixs FC | Jeonju AT            | 4:0      |
| 6. Juni 2021       | Iksan-Keumma-Fußballcenter | Wanju Bongseong FC   | Iksan Cheonguh       | 2:2      |
| 3. Spieltag        |                            |                      |                      |          |
| 13. Juni 2021      | Iksan-Keumma-Fußballcenter | Gunsan Hanbaek FC    | Jeonju AT            | 0:3      |
| 13. Juni 2021      | Iksan-Keumma-Fußballcenter | Jeonju Parangsae     | Iksan Cheonguh       | 1:2      |
| 13. Juni 2021      | Iksan-Keumma-Fußballcenter | Jeongeup Phoenixs FC | Wanju Bongseong FC   | 7:2      |
| 4. Spieltag        |                            |                      |                      |          |
| 27. Juni 2021      | Iksan-Keumma-Fußballcenter | Iksan FC             | Iksan Cheonguh       | 4:0      |
| 27. Juni 2021      | Iksan-Keumma-Fußballcenter | Jeonju AT            | Wanju Bongseong FC   | 5:2      |
| 27. Juni 2021      | Iksan-Keumma-Fußballcenter | Jeonju Parangsae     | Jeongeup Phoenixs FC | 1:9      |
| 5. Spieltag        |                            |                      |                      |          |
| 11. Juli 2021      | Iksan-Keumma-Fußballcenter | Gunsan Hanbaek FC    | Wanju Bongseong FC   | 2:4      |
| 11. Juli 2021      | Iksan-Keumma-Fußballcenter | Iksan FC             | Jeongeup Phoenixs FC | 1:4      |
| 11. Juli 2021      | Iksan-Keumma-Fußballcenter | Gunsan Hanbaek FC    | Jeonju Parangsae     | 0:3      |
| 6. Spieltag        |                            |                      |                      |          |
| 29. August 2021    | Iksan-Keumma-Fußballcenter | Iksan Cheonguh       | Jeongeup Phoenixs FC | 0:3      |
| 29. August 2021    | Iksan-Keumma-Fußballcenter | Jeonju AT            | Jeonju Parangsae     | 2:10     |
| 29. August 2021    | Iksan-Keumma-Fußballcenter | Iksan FC             | Gunsan Hanbaek FC    | 3:0      |
| 7. Spieltag        |                            |                      |                      |          |
| 26. September 2021 | Iksan-Keumma-Fußballcenter | Wanju Bongseong FC   | Jeonju Parangsae     | 5:2      |
| 26. September 2021 | Iksan-Keumma-Fußballcenter | Iksan Cheonguh       | Gunsan Hanbaek FC    | 0:3      |
| 26. September 2021 | Iksan-Keumma-Fußballcenter | Jeonju AT            | Iksan FC             | 0:3      |